# 袋状蛋白家族
袋状蛋白家族（英語：Pocket protein family）是一个肿瘤抑制蛋白家族。这个名字来源于一个袋状结构域，以使他们能够结合自己的目标分子。
它们通过与E2F转录因子家族蛋白质的相互作用在细胞周期中起重要作用。
包括三种蛋白：
- RB – 视网膜母细胞瘤蛋白
- p107 – 视网膜母细胞瘤样蛋白1（英语：Retinoblastoma-like protein 1）
- p130 – 视网膜母细胞瘤样蛋白2（英语：Retinoblastoma-like protein 2）